# Oriol Tort Martínez
Oriol Tort Martínez (31 de gener de 1929 — Barcelona, 10 de setembre de 1999) va ser un caçatalents i responsable del planter del Futbol Club Barcelona. La nova Masia del Barça, inaugurada el 20 d'octubre del 2011, porta el seu nom en reconeixement dels seus 40 anys de treball i contribució al club.

## Inicis de la carrera
Tort va pertànyer a la plantilla del Barça amateur de 1946 a 1949. Després estigué dos anys a la Unió Esportiva Vilassar de Mar. Seguidament, de 1951 a 1954, sempre en la categoria amateur, jugà al CD Sarrià. El 1954 tornà al Barça amateur, on hi jugà fins al 1956, quan hagué d'abandonar la seva carrera com a jugador a causa d'un problema de maluc. El 19 d'agost de 1958 obtingué el títol d'entrenador i el 29 de setembre de 1959 ingressà al Barça com a entrenador dels infantils. Fins al 1977 exercì aquesta feina, època en què pogué treballar amb jugadors com Andreu Bosch i Pujol, Martí i Filosia i Carles Rexach.

## Coordinador de la pedrera
El 1977, Tort, passà a ser coordinador del futbol base, tasca que compartí amb Joan Martínez Vilaseca durant la dècada dels 90. Des d'aleshores es dedicà a assistir competicions de futbol infantil i juvenil arreu del món cercant nens amb talent per ser formats al club. Fou una de les ànimes del projecte d'escola professional del Barça que acabà sent coneguda popularment com La Masia, fundada el 1979 per Josep Lluís Núñez. Des de l'època de Rinus Michels i especialment amb l'arribada de Johan Cruyff al club el 1988, Tort fou l'encarregat d'establir en el planter la política de jugar sempre amb el mateix sistema, des dels benjamins, així com el donar més importància al treball tàctic i tècnic que al físic.

## Descobridor de talents
Dotat d'una fina sensibilitat per captar a juvenils amb talent, al Barça se'l coneixia amb el sobrenom del Professor. Entre els nombrosos jugadors que descobrí i ajudà als inicis de la seva carrera s'hi troben noms com en Sergi Barjuan, Amor, Albert Ferrer, Quique Martín, els germans Garcia Junyent (Roger, Òscar i Genís), Toni Velamazán, De la Peña, Roger, Mingo, Manu Martínez, Tito Vilanova, Pep Guardiola, Gabri, Puyol, Xavi, Iniesta, Mikel Arteta i Bojan. També va intentar portar al Barça en Raúl González Blanco, qui acabaria jugant primer a l'Atlètic de Madrid i després al Reial Madrid.
Tort morí el 10 de setembre de 1999 a l'hospital Duran i Reynals a causa d'un càncer. Estava casat amb Paquita Valenzuela i tenia tres fills. Un dia després de la seva mort, abans del partit Barça-Espanyol al Camp Nou es guardà un minut de silenci en la seva memòria. També se l'homenatjà al partit Sabadell-Barça B jugat el mateix dia al matí. El mateix cap de setmana, tots els equips del fútbol base i el primer equip van portar braçalets negres. Pep Guardiola digué en conèixer la seva mort, el Barça és avui menys savi. El directiu Josep Mussons afegí que si escrivíssim la llista de jugadors descoberts per l'Oriol Tort, aquesta faria la volta a l'estadi. Els funerals se celebraren el 12 de setembre al tanatori de les Corts amb una concorregua presència de persones vinculades al Barça i al món del futbol.
Més de deu anys després del seu decés, el seu amic Vicente del Bosque li dedicaria unes emotives paraules en el marc del premi FIFA Pilota d'Or 2010: Oriol Tort representa aquell personatge anònim però d'una importància cabdal per tots els clubs. Treballador infatigable, de tarannà humil i reservat i apassionat per la seva feina, el seu llegat és continuat pels seus col·laboradors al fútbol base, com en Carles Naval, Toni Alonso i Albert Benaiges.